# نویز گرمایی

این سه مدار، معادل هستند: (A) یک مقاومت در دمای غیرصفر که دارای نویز جانسن است؛ (B) یک مقاومت بدون نویز که با یک منبع ولتاژ نویز سری‌ شده‌است. (یعنی یک مدار معادل تونن)؛ (C) یک مقاومت بدون‌نویز که با یک منبع جریان نویز موازی‌ شده‌است. (یعنی مدار معادل نورتون)

نویز گرمایی یا نوفه گرمایی که به آن نوفه نایکوئیست، نوفه جانسن و نوفه جانسن-نایکوئیست هم گفته می‌شود، نویزی است که از تحریک گرمایی حامل‌های بار (معمولاً الکترون‌ها) درون یک رسانای الکتریکی در حالت تعادل (بدون توجه به ولتاژ اعمالی) پدید می‌آید.

## تاریخچه
نویز گرمایی را اولین بار ۱۹۲۶ جان جانسن در آزمایشگاه‌های تحقیقاتی بل کشف کرد. او آنچه یافته بود را به هری نایکوئیست نشان‌ داد. نایکویست، که او هم در آزمایشگاه‌های بل کار می‌کرد، نتایج به‌دست‌آمده را تفسیر کرد.

## توان و ولتاژ نوفه
ولتاژ و توان نویز گرمایی این گونه به دست می‌آید. 
{\displaystyle {\bar {v_{n}^{2}}}=4k_{B}TR}
{\displaystyle {\sqrt {\bar {v_{n}^{2}}}}=0.13{\sqrt {R}}~\mathrm {nV} /{\sqrt {\mathrm {Hz} }}.}
{\displaystyle {\sqrt {\bar {v_{n}^{2}}}}={\sqrt {4\cdot 1.38\cdot 10^{-23}~\mathrm {J} /\mathrm {K} \cdot 300~\mathrm {K} \cdot 1~\mathrm {k} \Omega }}=4.07~\mathrm {nV} /{\sqrt {\mathrm {Hz} }}.}
{\displaystyle v_{n}={\sqrt {\bar {v_{n}^{2}}}}{\sqrt {\Delta f}}={\sqrt {4k_{B}TR\Delta f}}}
{\displaystyle P={v_{n}^{2}}/R=4k_{B}\,T\Delta f.}
{\displaystyle P=k_{B}\,T\Delta f}

## جریان نوفه
منبع نوفه را می‌توان با یک منبع جریان و مقاومت موازی (مدار معادل نورتون) با تقسیم ولتاژ نویز بر مقاومت R مدل‌ کرد. این مقدار ریشه میانگین مربع منبع جریان را به‌صورت زیر می‌دهد:
{\displaystyle i_{n}={\sqrt {{4k{\text{B}}T\Delta f} \over R}}.}

## توان نوفه برحسب دسی‌بل
توان نویز برحسب دسی‌بل این گونه به دست می‌آید.
{\displaystyle P_{\mathrm {dBm} }=10\ \log _{10}(k_{B}T\Delta f\times 1000)}
{\displaystyle P_{\mathrm {dBm} }=10\ \log _{10}(k_{B}T\times 1000)+10\ \log _{10}(\Delta f)}
{\displaystyle P_{\mathrm {dBm} }=-174+10\ \log _{10}(\Delta f)}
| پهنای‌باند {\displaystyle (\Delta f)} | توان نویز گرمایی در ۳۰۰ درجه کلوین برحسب (dBm) | یادداشت |
| ------------------------------------ | ---------------------------------------------- | --- |
| ۱ Hz                                 | −۱۷۴                                           | |
| ۱۰ Hz                                | −۱۶۴                                           | |
| ۱۰۰ Hz                               | −۱۵۴                                           | |
| ۱ kHz                                | −۱۴۴                                           | |
| ۱۰ kHz                               | −۱۳۴                                           | FM کانال رادیوی دوطرفه |
| ۱۵ kHz                               | −۱۳۲٫۲۴                                        | یک زیرحامل LTE |
| ۱۰۰ kHz                              | −۱۲۴                                           | |
| ۱۸۰ kHz                              | −۱۲۱٫۴۵                                        | یک بلوک منبع LTE (دوازده تا از این زیرحامل‌ها در کنار هم (در هر شیار) یک بلوک منبع نامیده می‌شود پس یک بلوک منبع 180 kHz است) |
| ۲۰۰ kHz                              | −۱۲۱                                           | کانال جی‌اس‌ام |
| ۱ MHz                                | −۱۱۴                                           | کانال بلوتوث |
| ۲ MHz                                | −۱۱۱                                           | کانال تجاری GPS |
| ۳٫۸۴ MHz                             | −۱۰۸                                           | کانال UMTS |
| ۶ MHz                                | −۱۰۶                                           | کانال تلویزیون آنالوگ |
| ۲۰ MHz                               | −۱۰۱                                           | کانال WLAN 802.11 |
| ۴۰ MHz                               | −۹۸                                            | کانالWLAN 802.11n 40 MHz |
| ۸۰ MHz                               | −۹۵                                            | کانال WLAN 802.11ac 80 MHz                                                                                                  |
| ۱۶۰ MHz                              | −۹۲                                            | کانال WLAN 802.11ac 160 MHz                                                                                                 |
| ۱ GHz                                | −۸۴                                            | کانال UWB |